# Invernaderos Kiseki No Hoshi
Los Invernaderos Kiseki No Hoshi en japonés: 奇跡の星の植物館 Kiseki no Hoshi no Shokubutsukan, también denominados como Museo de las Plantas Planeta Milagroso.
Es un complejo de invernaderos que albergan un jardín botánico y que ocupan 6,700 m² de extensión, lo que les hace ser la segunda mayor superficie de invernaderos botánicos en Japón.
Se encuentran en la prefectura de Hyōgo, Japón.

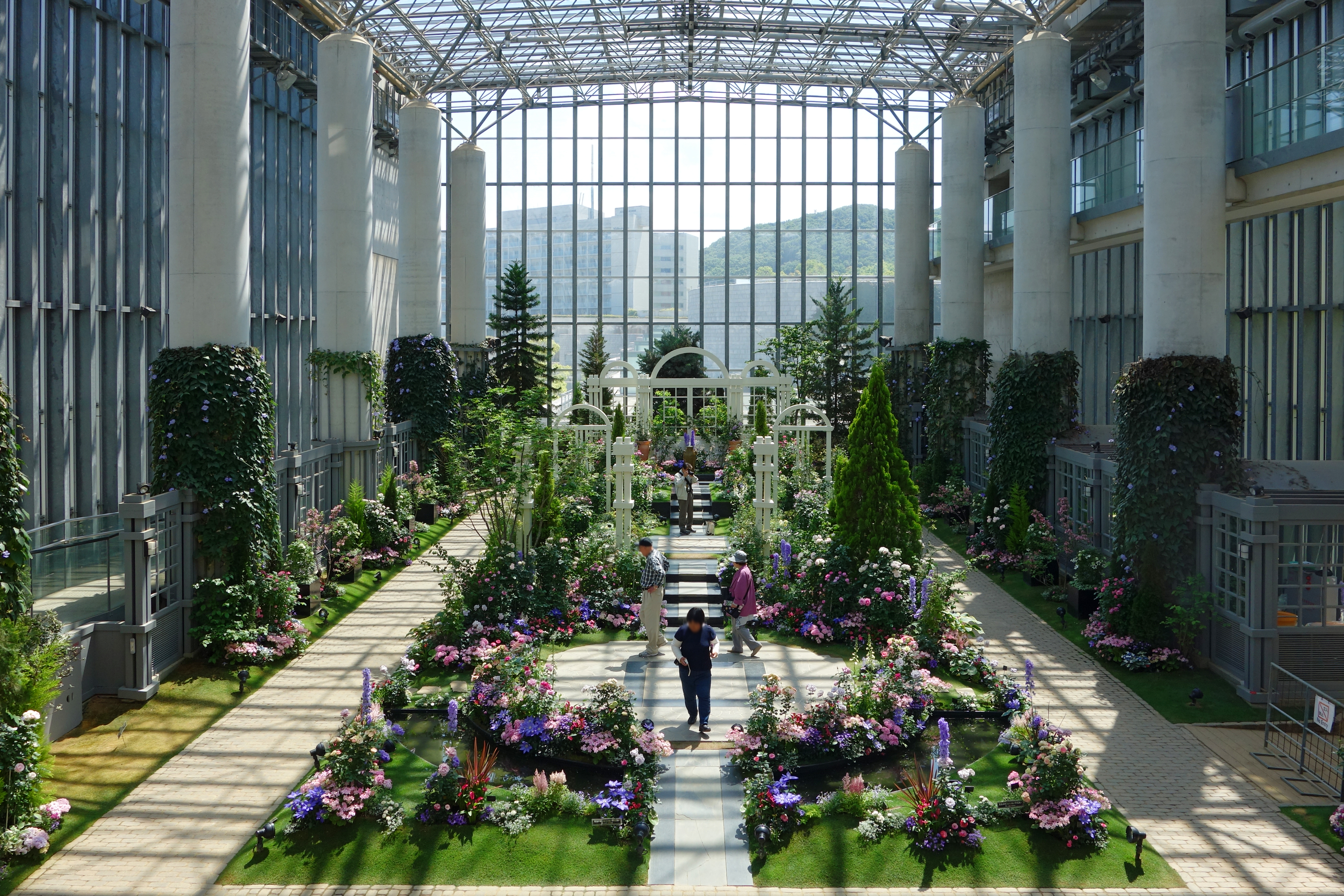
Interior de los Invernaderos Kiseki No Hoshi.

## Localización
Kiseki no Hoshi no Shokubutsukan, Yumebutai 4 Banchi, Higashiura-cho, Tsuna-gun, Awaji-shi Hyogo-ken 656-2301, Awaji-jima Japón.
Planos y vistas satelitales.34°33′42.4″N 135°0′30.3″E / 34.561778, 135.008417
Está abierto al público diariamente excepto el día de año nuevo. Se cobra una tarifa de entrada.

## Historia
Fue abierto al público el 18 de marzo del 2000. El edificio del invernadero tiene la altura del techo aumentada aún más del sentido de la escala, para crear la sensación de un espacio diáfano y abierto.
El tema principal del invernadero es "crear impresiones", el arte es un espacio de exposición de un nuevo tipo que combina el verde y las flores.

## Colecciones
Este jardín tiene por objetivo el reencuentro del hombre (a través del arte, y el medio ambiente de vida) con la naturaleza. Así pues se presentan objetos de arte junto a las plantas; se realizan algunas puestas en escena de plantas en macetas, para dar ideas a los visitantes aplicables en su medio ambiente diario.
Consta de 5 invernaderos temáticos, un invernadero de helechos, un espacio nombrado " atrium", y las salas de exposiciones.
Con las colecciones siguientes en los invernaderos temáticos:
- Invernadero n°1 "Galería de Plantas": colección de plantas suculentas y puesta en escena de objetos de arte en un jardín seco.
- Invernadero n°2 "Jardín Tropical": colección de plantas tropicales; jardín de verano.
- Invernadero n.º 3 "Nuevo estilo de vida con plantas": presentación de distintos estilos de jardines japoneses.
- Invernadero n.º 4 "Jardín Sanador": reconstitución de un ambiente que alivia que combina la naturaleza y el arte.
- Invernadero n.º 5 "Espacio de exhibición floral": 1000 m² de invernadero para exposiciones temáticas de flores.
- Invernadero de los helechos
- El atrio: presentación de pequeños jardines en macetas y consejos para su mantenimiento.

## Actividades
Organizan cursos sobre el cultivo de los bonsais, y cursos de aromaterapia.
Se dan algunos consejos en jardinería en el sitio Internet en japonés, así como la lista de los principales vegetales cultivados en los invernaderos y un calendario de floración.
También se organizan varias exposiciones cada año; el calendario de las exposiciones se encuentra en el sitio Internet en japonés.
Se organizan también algunos conciertos en los invernaderos.